# Verkeer

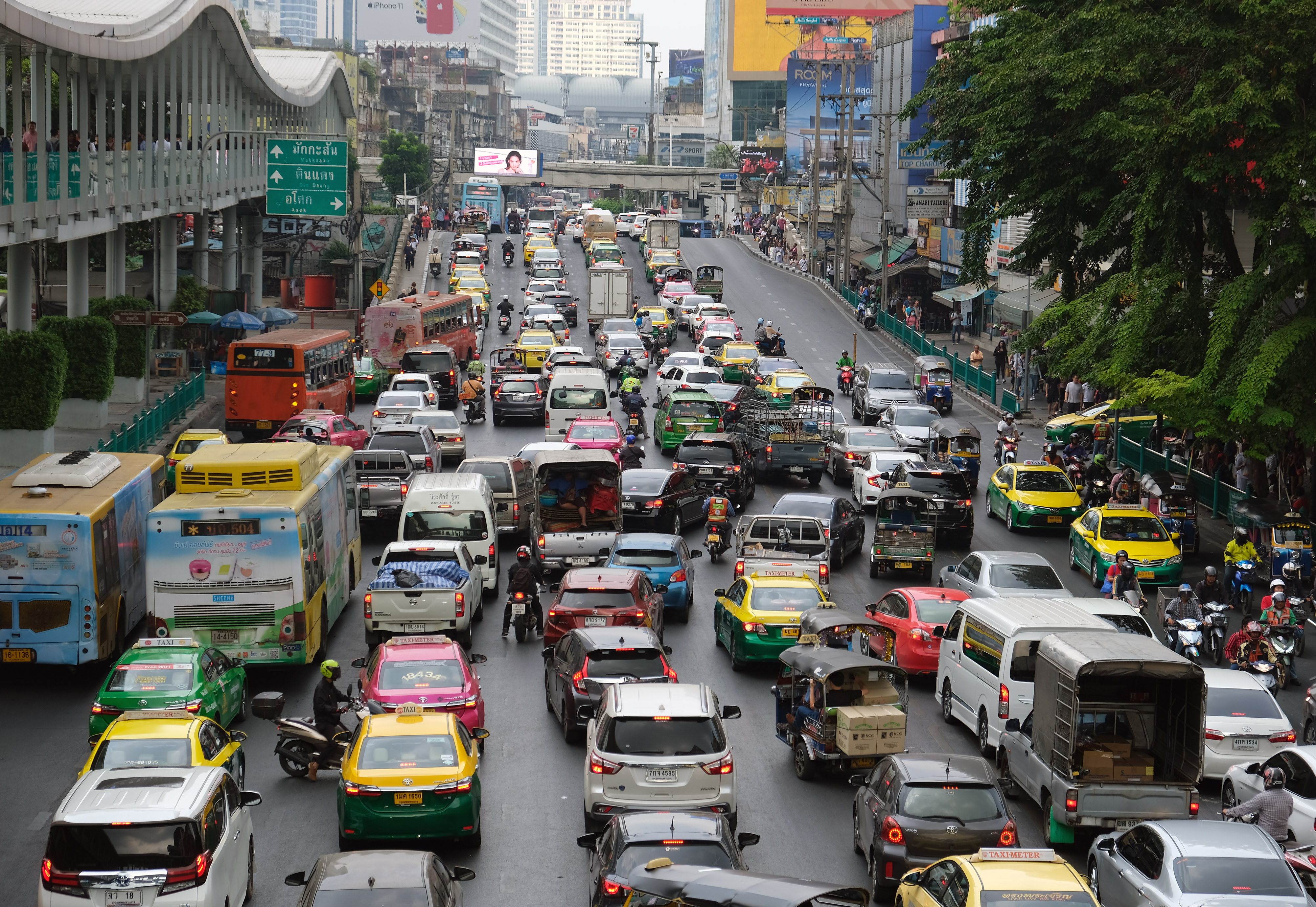

Verkeer is de verplaatsing van mensen, planten, dieren en objecten, bijvoorbeeld wegverkeer, spoorwegverkeer, andere verplaatsing over land, en verplaatsing van schepen en vliegtuigen; ook communicatie met dataverkeer en bijvoorbeeld radiogolven worden ertoe gerekend.

## Verplaatsing van mensen, dieren en goederen
Bij fysiek verkeer kan men onderscheiden mensen die zichzelf verplaatsen met of zonder vervoermiddel (en dieren die zich verplaatsen) en mensen en goederen die vervoerd worden (met een vervoermiddel, of bijvoorbeeld een kind dat door een ouder wordt gedragen). De verplaatsingen gebeuren veelal plaats in een speciaal daarvoor bestemde infrastructuur, zoals auto-, spoor- en waterwegen. Ook pijpleidingen, kabels en glasvezelverbindingen kunnen aangemerkt worden als verkeersinfrastructuur. In het dagelijkse taalgebruik wordt met verkeer meestal het wegverkeer bedoeld.
Indien het verkeer stagneert door een te groot verkeersvolume ten opzichte van de actuele mogelijkheden van de infrastructuur, dan is er sprake van congestie. Op het autowegennet wordt dit filevorming genoemd; op het spoorwegennet heet dit vertraging.
Het vakgebied dat zich met verkeer bezighoudt wordt verkeerskunde genoemd.

### Verkeersdoden
In 2018 vielen er 678 doden in het verkeer in Nederland, in 2019 waren dat er 661, in 2021: 582, in 2022: 745.

### Vervuiling door verkeer
Ongewenste bijproducten (emissie) van verkeer kunnen zijn:
- geluid;
- elektromagnetische straling zoals licht;
- verbrandingsgassen;
- vloeistoffen zoals motorolie;
- vaste stoffen waaronder fijnstof (dieselmotoren) en koper (slijtage van bovenleidingen).

## Telecommunicatie
In telecommunicatie heeft de term verkeer de volgende betekenissen:
1. De informatie verplaatst over een communicatiekanaal.
2. Een kwantitatieve meting van de totale berichten (hun lengte, uitgedrukt in CCS, erlang of vergelijkbare eenheden) gedurende een specifieke tijdsduur.